# Nils Bech
Nils Bech (Hønefoss, 8 aprile 1981) è un cantante norvegese.

## Biografia
Nils Bech ha ricevuto la sua prima nomination agli Spellemannprisen col quarto album in studio Echo (2016), candidato per il riconoscimento all'elettronica. Lo stesso disco ha prodotto l'estratto O helga natt, classificatosi al 24º posto della VG-lista.
Foolish Heart, pubblicato nel maggio 2020, è stato anch'esso candidato per un Spellemannprisen, ottenendo la candidatura nella categoria indie/alternativo. Nel settembre 2023 è avvenuta la pubblicazione del suo LP più recente, dal titolo Jeg elsker han.

## Discografia

### Album in studio
- 2010 – Look Back
- 2013 – Look Inside
- 2014 – One Year
- 2016 – Echo
- 2020 – Foolish Heart
- 2023 – Jeg elsker han

### Singoli
- 2010 – Drunk Love (con Krazy Fiesta Arkestra)
- 2014 – Trip Abroad
- 2016 – Glimpse of Hope
- 2016 – O helga natt
- 2017 – A Sudden Sickness
- 2017 – Apart
- 2020 – Why
- 2020 – Foolish Heart
- 2021 – Relay (con Lokoy)
- 2022 – Jeg elsker han
- 2022 – Ny fyr (con Kristian Kristensen)
- 2022 – Gi meg tid (con Emir)
- 2022 – Ceval (con OMVR)
- 2022 – Touch (con Dutty Dior)
- 2023 – Vi to (con Bjørn Eidsvåg)